# Whigfield
Sannie Charlotte Carlson, művésznevén Whigfield (Skælskør, Dánia, 1970. április 11. –) dán énekesnő, színésznő. Naan és Sannie néven is ismert. Ismeretségét az 1994-ben megjelent Saturday Night hozta meg számára.
A 90-es évek közepén Whigfield Olaszországban dolgozott Larry Pignagnoli olasz producerrel. A Saturday Night című dal az olasz kislemezlistán Top 5-ös sláger volt. Második, és harmadik kislemeze, az Another Day és a Think Of You Európa számos slágerlistájára is felkerültek, és benne voltak az első tízben, úgy mint az Egyesült Királyság, Svájc, Norvégia, és Dánia.
Whigfield Sannie néven indult a dán Dansk Melodi Grand Prix 2018 dalversenyen a Boys On Girls című dallal, azonban nem nyert helyezést.

## Fiatalkora
Carlson Skælskørban, Dániában született. Afrikában töltötte gyermekéveit, mielőtt visszautazott volna hazájába. Otthon modellként dolgozott, és egy jazz duóban énekelt, mielőtt találkozott Larry Pignagnoli olasz producerrel, és ekkor vette fel a Whigfield művésznevet, mely korábbi zongoratanárának neve volt.

## Diszkográfia

### Stúdió albumok
| Whigfield                                                             | - Megjelent: 1995. június 12. - Label: X-Energy - Formátum: CD, LP, MC               | 19 | 18 | 30 | 43 | 23 | 37 | 13 | - UK: Ezüst |
| Whigfield II                                                          | - Megjelent: 1997. november 10. - Label: X-Energy - Formátum: CD, LP, MC             | —  | —  | —  | —  | —  | —  | —  |             |
| Whigfield III                                                         | - Megjelent: 2000. október 10. - Label: ToCo International - Formátum: CD, MC        | —  | —  | —  | —  | —  | —  | —  |             |
| 4                                                                     | - Megjelent: 2002. május 13. - Label: ZYX - Formátum: CD                             | —  | —  | —  | —  | —  | —  | —  |             |
| W                                                                     | - Megjelent: 2012. szeptember 28. - Label: Off Limits - Formátum: Digitális letöltés | —  | —  | —  | —  | —  | —  | —  |             |
| "—" nem volt slágerlistás helyezés, vagy nem jelent meg az országban. |                                                                                      |    |    |    |    |    |    |    |             |

### Kislemezek
| "Saturday Night"                                                      | 1993 | 1  | 78 | 4 | 14 | 2  | 1  | 1  | 7  | 1  | 9  | 1  | 1  | - FRA: Ezüst - GER: Platina - UK: Platina | Whigfield                    |
| "Another Day"                                                         | 1994 | 3  | —  | — | 32 | 24 | 12 | 5  | 32 | 6  | 39 | 9  | 7  | - UK: Ezüst                               | Whigfield                    |
| "Think Of You"                                                        | 1995 | 4  | —  | — | 12 | 25 | 25 | 4  | 7  | 3  | —  | 17 | 7  |                                           | Whigfield                    |
| "Close To You"                                                        | 1995 | —  | —  | — | —  | —  | 90 | 18 | —  | 19 | —  | —  | 13 |                                           | Whigfield                    |
| "Big Time"                                                            | 1995 | 13 | —  | — | 29 | —  | 50 | 24 | 22 | 13 | —  | —  | 21 |                                           | Whigfield                    |
| "Last Christmas"                                                      | 1995 | —  | —  | — | —  | —  | —  | 24 | —  | 4  | 53 | —  | 21 |                                           | Whigfield                    |
| "Sexy Eyes"                                                           | 1996 | —  | 6  | 7 | 30 | —  | 14 | —  | 30 | —  | —  | 12 | 68 | - AUS: Platina                            | Whigfield                    |
| "Gimme Gimme"                                                         | 1996 | —  | 14 | — | —  | —  | —  | —  | —  | 4  | —  | —  | —  | - AUS: Arany                              | Whigfield II                 |
| "No Tears to Cry"                                                     | 1997 | —  | 99 | — | —  | —  | —  | —  | —  | —  | 60 | —  | —  |                                           | Whigfield II                 |
| "Baby Boy"                                                            | 1997 | —  | —  | — | —  | —  | —  | —  | —  | —  | —  | —  | —  |                                           | Whigfield II                 |
| "Givin' All My Love"                                                  | 1998 | —  | —  | — | —  | —  | —  | —  | —  | —  | —  | —  | —  |                                           | Whigfield II                 |
| "Be My Baby"                                                          | 1999 | —  | —  | — | —  | —  | —  | —  | —  | —  | —  | —  | —  |                                           | Whigfield III                |
| "Was a Time"                                                          | 2004 | —  | —  | — | —  | —  | 74 | —  | —  | —  | —  | —  | —  |                                           | Was a Time - The Album       |
| "Right in the Night"                                                  | 2008 | —  | —  | — | —  | —  | —  | —  | —  | —  | —  | —  | —  |                                           | All in One                   |
| "C'est Cool"                                                          | 2011 | —  | —  | — | —  | —  | —  | —  | —  | —  | —  | —  | —  |                                           | W                            |
| "4Ever"                                                               | 2012 | —  | —  | — | —  | —  | —  | —  | —  | —  | —  | —  | —  |                                           | W                            |
| "Jeg kommer hjem"                                                     | 2012 | —  | —  | — | —  | —  | —  | —  | —  | —  | —  | —  | —  |                                           | W                            |
| "How Long" (mint Sannie)                                              | 2016 | —  | —  | — | —  | —  | —  | —  | —  | —  | —  | —  | —  |                                           | ?                            |
| "In the Morning" (mint Sannie)                                        | 2016 | —  | —  | — | —  | —  | —  | —  | —  | —  | —  | —  | —  |                                           | ?                            |
| "Boys on Girls" (mint Sannie)                                         | 2018 | —  | —  | — | —  | —  | —  | —  | —  | —  | —  | —  | —  |                                           | Dansk Melodi Grand Prix 2018 |
| "—" nem volt slágerlistás helyezés, vagy nem jelent meg az országban. |      |    |    |   |    |    |    |    |    |    |    |    |    |                                           |                              |

### Válogatás albumok
| Cím        | Album megjelenés                                                                      |
| ---------- | ------------------------------------------------------------------------------------- |
| All in One | - Megjelenés: 2007. október 9. - Label: Off Limits - Formátum: CD, Digitális letöltés |
| Best Of    | - Megjelenés: 2015 június - Label: ZYX Music - Formátum: CD, Digitális letöltés       |

### Promóciós kislemezek
| Cím                                                  | Év   | Legjobb slágerlistás helyezés | Legjobb slágerlistás helyezés | Album          |
| Cím                                                  | Év   | DEN                           | GfK Entertainment             | Album          |
| ---------------------------------------------------- | ---- | ----------------------------- | ----------------------------- | -------------- |
| "Don't Walk Away"                                    | 1995 | —                             | —                             | Whigfield      |
| "I Want to Love"                                     | 1996 | —                             | —                             | Whigfield      |
| "Doo-Whop"                                           | 2000 | —                             | —                             | Whigfield III  |
| "Much More"                                          | 2000 | —                             | —                             | Whigfield III  |
| "Gotta Getcha"                                       | 2002 | —                             | —                             | 4              |
| "Amazing and Beautiful"                              | 2002 | —                             | —                             | 4              |
| "Saturday Night (2003 Version)"                      | 2003 | 19                            | —                             | nem album dal. |
| "Think of You (2007 Version)"                        | 2007 | —                             | —                             | All in One     |
| "No Doubt"                                           | 2009 | —                             | —                             | nem album dal. |
| "C'est Cool (XMas Mix)"                              | 2012 | —                             | —                             | nem album dal. |
| "Saturday Night" (2013 Version) (featuring Carlprit) | 2013 | —                             | 83                            | nem album dal. |